# Nikola Nikolov
Pour les articles homonymes, voir Nikolov.
Nikola Nikolov est un architecte bulgare né à Nova Zagora. 

## Biographie
Il termine ses études d'architecture en 1949 au VTU-Sofia. La période de son apprentissage dure jusqu'en 1956 successivement chez l'architecte Guiorgui Ovtcharov (jusqu'en 1955) et chez l'architecte Ivan Vassiliov (1955-1956). Sous la direction de G. Ovtcharov, il participe à l'élaboration du « Centre culturel au village Buhovo », « Formation architecturale du pont Danube » (1953-1954) et Nikola Nikolov commence en 1957 à pratiquer l'architecture seul, lorsqu'il devient l'architecte principal du futur complexe balnéaire « Slanchev Briag » (Sunny Beach), principale station balnéaire de Bulgarie actuellement, à côté de Nessebar. Jusque sa mort en 1996, l'architecte Nikolov est l'auteur de nombreux projets tant d'architecture que d'urbanisation. Il a travaillé sur le plan général de Sunny Beach, la partie centrale de Veliko Tarnovo et la partie centrale de Sofia. La liste des réalisations architecturales de Nikola Nikolov est riche et diverse, autant du point de vue typologique que par leur nombre. On peut y trouver des habitations, des musées, des immeubles d'exposition et même des monuments aux morts.

## Réalisations
- Restaurant « Casino », Sunny Beach, 1958
- Hôtel « Globus », Sunny Beach, 1958
- Hôtel « Pirin », Sunny Beach, 1961
- Hôtel « Sozopol-Nessebar », Sunny Beach, 1964
- Hôtel « Europe », Sunny Beach, 1964
- GrandHotel « Veliko Tarnovo », 1967
- Panthéon des hommes du réveil national, Roussé, 1978
- Monument et Flamme du soldat inconnu, Sofia, 1980
- Galerie nationale des arts étrangers
- Galerie municipale de la peinture, Veliko Tarnovo, 1983

La galerie municipale de la peinture de Veliko Turnovo et la galerie nationale des arts étrangers sont des rénovations d'immeubles existants vers une autre fonction. Cela explique leur grande différence architecturale avec les autres réalisations de Nikola Nikolov. 